# Пшибыльский, Яцек
Яцек Пшибыльский (Гиацинт Эгидий; 1 сентября 1756, Краков — 11 сентября 1819, там же) — польский поэт, писатель, литературный критик, переводчик, филолог-классик, руководитель библиотеки Ягеллонского университета и библиофил (его коллекция книг включала 495 работ в 705 томах, затем она досталась Ягеллонскому университету), профессор Краковского университета.
Родился в семье портного, был старшим из четырнадцати детей. Рос под опекой своего дяди, Павла Манки, профессора школы Новодворских, в которой и начал учиться в 1765/1766 учебном году. Затем учился в Краковской академии, получил степени бакалавра (27 апреля 1771 года), лиценциата философии в 1773 году, мастера свободных искусств и доктора философии в 1775 году, малый чин священника (quatuor minorum ordinum) 10 июня 1775 года (ушёл с церковной службы в 1780 году); работал в академических колониях в Тарнув (в 1773—1775 годах), Хелмно (преподавал поэтику и орфоэпию в 1775—1778 годах), в 1778—1780 годах был профессором школы Новодворских в Кракове, а затем в университетской школе в Люблине (в 1780/1781 учебном году) и Варшаве (профессор истории и права в период с 1781/1782 по 1783/1784 учебные годы). В 1785—1786 годах для повышения эрудиции работал в библиотеках Вены и Рима (вернулся в Польшу в октябре 1786 года). Тремя годами ранее (в декабре 1783 года) Пшибыльский получил звание королевского консуляра за свою речь, произнесённую на 100-й годовщине оказания помощи Вене (имеется в виду снятие османской осады с города войсками Яна Собеского в 1683 году).
По ходатайству Хугона Коллонтая в октябре 1784 года был назначен библиотекарем (префектом) и в то же время профессором античности в Главной коронной школе в Кракове (лекции читал с 1787/1788 учебного года). Осенью 1791 года стал профессором греческого языка и литературы. В 1788 году стал членом Департамента регентских кандидатов в Национальной комиссии по образованию. Летом 1794 года (и также в 1796 году) отбывал для лечения в Карловы Вары. В 1795 году редактировал журнал «Monitor Różnych Ciekawości». Возможно, работал с ещё двумя журналами. Это были «Zbiór Tygodniowy Wiadomości» (1784) и «Gazeta Krakowska» (с 1796 года). 24 февраля 1802 года был вынужден уйти в отставку и вернулся в Главную школу в Кракове в 1809 году, в конечном итоге вышел на пенсию в 1813 году. С 1803 года состоял членом Общества друзей науки и с 1816 года Краковского научного общества. В 1787 году создал Ассоциацию филантропов и активно участвовал в её работе. Был похоронен в церкви св. Марии за государственный счёт, на его могиле высечена эпитафия.
Перевёл на польский язык произведения Гомера, Гесиода, Вергилия, Горация, Овидия, Камоэнса, Мильтона и др.: стих его, согласно оценке ЭСБЕ, был тяжёл и неуклюж. Работы его авторства: «Dyssertacya о kunszcie pisarskim u Starożytnych» (Краков, 1788), «Wieki uczone starożytnych Greków i Rzymian» (там же, 1790), «Początki języka Greckiego dla użytku Polaków» (там же, 1792) и другие. Всего его произведений, оригинальных и переводных, насчитывается около сотни. Кроме того, ввёл в польский язык порядка 1500 новых слов.